# Joaquín Miguel Gutiérrez, Pijijiapan
Joaquín Miguel Gutiérrez är en ort i Mexiko.   Den ligger i kommunen Pijijiapan och delstaten Chiapas, i den sydöstra delen av landet, 800 km sydost om huvudstaden Mexico City. Joaquín Miguel Gutiérrez ligger 26 meter över havet och antalet invånare är 1 617.
Terrängen runt Joaquín Miguel Gutiérrez är platt åt sydväst, men åt nordost är den kuperad. Runt Joaquín Miguel Gutiérrez är det ganska glesbefolkat, med 28 invånare per kvadratkilometer. Närmaste större samhälle är Pijijiapan, 19,6 km nordväst om Joaquín Miguel Gutiérrez. Trakten runt Joaquín Miguel Gutiérrez består till största delen av jordbruksmark.